# Duval (Familienname)
Duval ist ein französischer Familienname.

## Herkunft und Bedeutung
Duval ist ein Wohnstättenname mit der Bedeutung vom Tal.

## Namensträger
- Albert Duval, französischer Segler, Olympiateilnehmer 1900
- Alexandre-Vincent Pineux Duval (1767–1842), französischer Schauspieler und Dramatiker
- Alf Duval (* 1941), australischer Ruderer
- Aimé Duval (1918–1984), französischer Komponist
- Aline Duval (1824–1906), französische Schauspielerin
- Amaury Duval (Politiker) (1760–1838), französischer Politiker und Schriftsteller
- Aurélien Duval (* 1988), französischer Radrennfahrer
- Blaise Duval, genannt Duval de Hautmaret (1739–1803), französischer General der Kavallerie
- Bruno Duval (* um 1975), französischer Fusion- und Jazzmusiker
- Carl Duval (1807–1853), deutscher Schriftsteller
- Carla Duval (1964–2010), spanische Schauspielerin
- Carmen Duval (1818–2012), argentinische Tangosängerin
- Charles Duval (Politiker) (1750–1829), französischer Politiker und Revolutionär
- Charles Jeunet Duval (1751–1828), französischer Botaniker
- Claude Duval (1643–1670), französischstämmiger Raubritter
- Clément Duval (1850–1935), französischer Anarchist und Krimineller
- Daniel Duval (1944–2013), französischer Schauspieler und Regisseur
- David Duval (* 1971), US-amerikanischer Golfer
- Denise Duval (1921–2016), französische Sopran-Sängerin
- Dominic Duval (1945–2016), US-amerikanischer Jazz-Bassist und Bandleader
- Elizabeth Duval (* 2000), spanische Philosophin, Autorin und Transaktivistin
- Ella Moss Duval (1843–1911), US-amerikanische Porträt- und Genremalerin
- Elsie Duval (1892–1919), britische Suffragette
- Eugène Emmanuel Amaury-Duval (1808–1885), französischer Maler
- Eugénie Duval (* 1993), französische Radrennfahrerin
- Félix-Antoine Duval (* 1992), kanadischer Filmschauspieler
- François Duval (Komponist) (1673–1730), französischer Komponist
- François Duval (Politiker) (1903–1984), französisch-martiniquischer Politiker
- François Duval (Rallyefahrer) (* 1980), belgischer Rallyefahrer
- Frank Duval (* 1940), deutscher Komponist und Sänger
- Fred Duval (* 1965), französischer Comicautor
- Gaël Duval (* 1973), französischer Unternehmer
- Gaëtan Duval (1930–1996), Politiker des Inselstaats Mauritius
- Gaston Duval (1896–1970), französischer Automobilrennfahrer
- Georges Duval (Schriftsteller) (1772–1853), französischer Schriftsteller
- Georges Duval (Journalist) (1847–1919), französischer Journalist und Schriftsteller
- Guillaume Du Val (1570–1646), französischer Schriftsteller
- Helen Duval (* 1965), niederländische Pornodarstellerin
- Henri-Auguste Duval (1777–1814), französischer Arzt und Botaniker
- Hugo Duval (1928–2003), argentinischer Tangosänger
- Isaac H. Duval (1824–1902), US-amerikanischer Armeeoffizier und Politiker
- James Duval (* 1972), US-amerikanischer Schauspieler und Musiker
- Jean-Charles Duval (1880–1963), französischer Maler
- Jean-François Duval (* 1947), Schweizer Journalist und Schriftsteller
- Jean-Jacques Duval d’Eprémesnil (1745–1794), französischer Politiker
- Jeanne Duval (um 1820–1862), aus Haiti stammende Geliebte von Charles Baudelaire
- John Crittenden Duval (1816–1897), US-amerikanischer Historiker und Autor
- Joseph Duval (1928–2009), Erzbischof von Rouen
- Joseph Duval-Jouve (1810–1883), französischer Botaniker (ursprünglich Duval)
- Julien Duval (* 1990), französischer Radrennfahrer
- Léon-Étienne Duval (1903–1996), französischer Kardinal der römisch-katholischen Kirche und Erzbischof von Algier
- Leonie Duval (eigentlich Hedwig Dutschke; 1883–1950), deutsche Bühnen- und Filmschauspielerin
- Loïc Duval (* 1982), französischer Rennfahrer
- Maïté Duval (1944–2019), niederländische Bildhauerin
- Maria Duval (* 1942), deutsche Schlagersängerin
- María Duval (Schauspielerin, 1926) (1926–2022), argentinische Schauspielerin
- María Duval (Schauspielerin, 1937) (* 1937), mexikanische Schauspielerin und Sängerin
- Norma Duval (* 1956), spanische Schauspielerin, Sängerin und Entertainerin
- Paul-Marie Duval (1912–1997), französischer Althistoriker
- Robert Duval (1490–1567), französischer Alchemist
- Rubens Duval (1839–1911), französischer Orientalist
- Una Duval (1879–1975), englisch-britische Suffragette
- Valentin Jamerai Duval (1695–1775), französischer Numismatiker
- Victoria Duval (* 1995), US-amerikanische Tennisspielerin
- William Pope Duval (1784–1854), US-amerikanischer Politiker
- Xavier-Luc Duval (* 1958), mauritischer Politiker